# Joanna Majdan (Judoka)
Joanna Majdan (* 27. Juli 1964) ist eine ehemalige polnische Judoka. Sie war Weltmeisterschaftsdritte 1984 im Halbleichtgewicht.

## Sportliche Karriere
Joanna Majdan kämpfte bis Oktober 1984 im Superleichtgewicht, der Gewichtsklasse bis 48 Kilogramm. Von November 1984 bis 1992 trat sie im Halbleichtgewicht an, der Gewichtsklasse bis 52 Kilogramm. 1993 und 1994 war sie dann wieder im Ultraleichtgewicht aktiv. Polnische Meisterin war sie von 1982 bis 1984 und 1994 im Ultraleichtgewicht, von 1985 bis 1989 gewann sie den Titel im Halbleichtgewicht.
Bei den zweiten Weltmeisterschaften für Frauen 1982 in Paris erreichte Majdan das Halbfinale und unterlag dort der Britin Karen Briggs, den Kampf um Bronze verlor sie gegen die Japanerin Hitomi Nakahara. Zwei Jahre später und eine Gewichtsklasse höher unterlag sie bei den Weltmeisterschaften 1984 in Wien im Viertelfinale der Japanerin Kaori Yamaguchi. In der Hoffnungsrunde gewann sie gegen die Südkoreanerin Ock Kyoung-sook sowie die Niederländerin Inge Heuvelmans und erhielt eine Bronzemedaille. Kurz darauf belegte sie auch bei den Weltmeisterschaften der Studierenden den dritten Platz. 
Im Jahr darauf bei den Europameisterschaften 1985 in Landskrona unterlag Majdan im Viertelfinale der Schwedin Tipi Kantojärvi und belegte letztlich den siebten Platz. Ein Jahr später bezwang sie bei den Europameisterschaften 1986 Kantojärvi im Viertelfinale. Nach der Halbfinalniederlage gegen die Französin Dominique Maaoui-Brun bezwang sie im Kampf um eine Bronzemedaille Franziska Wyss aus der Schweiz. Bei den Weltmeisterschaften 1986 in Maastricht belegte sie den fünften Platz. Ende 1986 siegte sie bei den Weltmeisterschaften der Studierenden. 1987 belegte Majdan den fünften Platz bei den Europameisterschaften. 1988 gewann sie bei den Europameisterschaften in Pamplona eine Bronzemedaille. Ebenfalls Bronze gewann sie Ende des Jahres bei den Weltmeisterschaften der Studierenden. 
1989 erkämpfte sie bei den Europameisterschaften in Helsinki ihre dritte Bronzemedaille bei den Kontinentalmeisterschaften. Nach einer Halbfinalniederlage gegen die Finnin Jaana Ronkainen bezwang sie im Kampf um Bronze die Deutsche Carmen Schuler. 1990 wurde Majdan Fünfte der Europameisterschaften und gewann noch einmal Bronze bei den Weltmeisterschaften der Studierenden.